# Feed (roman)
Pour les articles homonymes, voir Feed.
 (mai 2017).
Si vous disposez d'ouvrages ou d'articles de référence ou si vous connaissez des sites web de qualité traitant du thème abordé ici, merci de compléter l'article en donnant les références utiles à sa vérifiabilité et en les liant à la section « Notes et références ».
Feed (titre original : Feed) est le premier roman de la série de science-fiction et d'horreur Newsflesh, écrit par Seanan McGuire (sous le pseudonyme de Mira Grant), et publié par Orbit en 2010. L'ouvrage a ensuite été traduit en français et publié en 2012 par les éditions Bragelonne. Feed a été nommé au prix Hugo du meilleur roman 2011. Deadline est le deuxième livre de la série Newsflesh et Blackout, le troisième, a été publié le 22 mai 2012.
Réalisé au lendemain d'une apocalypse zombie et écrit sous la perspective du blogueur journaliste Georgia Mason, Feed suit Georgia et son équipe, alors qu'ils suivent la campagne présidentielle du sénateur républicain Peter Ryman. Une série d'incidents mortels conduit Georgia et son frère Shaun à découvrir les efforts visant à saper la campagne, liés à une plus grande conspiration impliquant les morts-vivants.
Les intérêts de l'auteur dans les films d'horreur, et en la virologie, l'ont inspirée pour écrire son livre, mais elle a lutté contre l'intrigue jusqu'à ce qu'un ami ait suggéré d'utiliser une élection comme dispositif d'encadrement. Le roman a été félicité pour sa construction mondiale détaillée, y compris la prise de conscience des personnages de la précédente fiction zombie : un élément que McGuire avait trouvé dépourvu de la plupart des travaux d'horreur.

## Résumé
L'histoire de Feed se situe plusieurs décennies après l'apocalypse zombie, appelée Rising. Deux virus fabriqués par l'homme (un remède contre le cancer, le deuxième remède contre le rhume) se sont combinés pour former Kellis-Amberlee, un virus qui a infecté rapidement toute la vie mammifère. Kellis-Amberlee est normalement bénéfique, mais le virus peut transformer n'importe quel mammifère hôte en un zombie. Il existe trois façons de transformation : la mort de l'hôte, le contact avec un spécimen vivant (mordu par un zombie) et une conversion spontanée. Les personnes infectées qui n'ont pas subi d'amplification restent lucides jusqu'à ce que le virus ait le temps de se propager dans le corps. La lucidité est suivie d'un manque de sensibilité à la douleur, de la perte de mémoire et finalement de la conversion.
La plupart des humains résident dans des zones sécurisées très contrôlées, avec des protocoles rigoureux d'analyse du sang et de décontamination utilisés pour prévenir la propagation du virus K-A en direct. Après l'inaction des médias traditionnels pendant le Rising, les blogs et autres nouveaux médias ont repris la principale source d'information et de divertissement. Les blogueurs sont reconnus comme des journalistes professionnels, avec des personnes spécialisées et identifiant comme Newsies (reporters objectifs, basés sur les faits), Stewarts (« qui rapportent l'opinion par le fait »), Irwins (nommé d'après Steve Irwin, « qui cherchent à éduquer et à divertir en sortant » et « piquer les choses avec des bâtons »), Aunties (« qui partagent des histoires personnelles, des recettes et d'autres contenus pour garder les gens heureux et détendus ») ou Fiction (contenu fictif et créateurs de poésie).
Feed se produit en 2040 et est écrit sous la perspective de Georgia « George » Mason, un blogueur Newsie et chef du site Après la fin des temps. Georgia, son frère Shaun (un Irwin) et leur ami Georgette Buffy Meissonier (un magicien de fiction et un gourou de la technologie) sont choisis pour couvrir la campagne présidentielle du sénateur Peter Ryman, républicain modéré. La campagne est principalement sans incident jusqu'à ce qu'elle les atteigne à Eakly, en Oklahoma, où les zombies attaquent le convoi de campagne, tuant plusieurs personnes avant que la sécurité (assistée par Georgia et Shaun) puisse les contenir. Ils découvrent plus tard que c'était une attaque orchestrée. La prochaine étape de la campagne est la Convention nationale républicaine, où Ryman fait face au gouverneur de droite David Tate et à la députée Kristen Wagman. Au cours de la convention, Rick Cousins (un Newsie et ancien journaliste imprimé) défie la campagne de Wagman pour rejoindre Après la fin des temps. Ryman est sélectionné comme candidat à la présidentielle républicaine, mais pendant l'annonce, Georgia apprend qu'une épidémie de zombies a eu lieu au ranch du sénateur : sa fille aînée est morte. Georgia et l'entreprise enquêtent, et constatent que l'épidémie a commencé à partir d'un cheval dont on a injecté le délibérément virus actif.
Ryman et la campagne déménageront au Texas, où Ryman se joint à son candidat à la vice-présidence: Tate. Les blogueurs doivent conduire leurs véhicules et leurs équipements via un convoi de voitures. Pendant le voyage, le convoi des journalistes (qui s'est séparé de la partie de l'entourage présidentiel qui les a précédés) est attaqué par un tireur d'élite. Georgia, Shaun et Rick survivent, mais la camionnette portant Buffy et Chuck s'écrase. Chuck meurt, devient un zombie et mord Buffy. Elle avoue avoir échappé des informations à un groupe qui a sapé la campagne de Ryman. L'attaque s'est produite parce qu'elle avait refusé de continuer. Après lui avoir administré le coup de grâce, Georgia appelle au sauvetage, mais les équipes du Centre pour la lutte contre les maladies (CDC) traitent les membres du groupe survivant et les gardent pour des tests. Après avoir été diffusé, le travail de l'équipe sur la campagne est entravé, au fur et à mesure qu'ils creusent dans le complot sous-jacent, aggravant les relations entre les blogueurs et les politiciens (Ryman et Tate). L'équipe trouve des preuves qui relient Tate aux attaques, ainsi que des allégations d'une conspiration plus large impliquant les CDC et d'autres partis, mais lorsque Georgia confronte Ryman lors d'un événement à Sacramento, en Californie, il est sceptique et les envoie pour se préparer à le convaincre avec des faits, sinon il les licenciera de la campagne. Au fur et à mesure que les blogueurs enquêtent, ils sont attaqués et Georgia est abattu avec une fléchette tranquillisant contenant le virus actif. Rick s'échappe avec une copie de la preuve du groupe juste avant qu'une flambée zombie ne soit déclenchée, et Shaun aide Georgia à exposer la conspiration à travers une dernière publication sur le blog. Elle commence alors à se changer en zombie, obligeant Shaun à l'exécuter.
La narration du roman revient alors sur la perspective de Shaun. Il rassemble les détails de sécurité de Ryman pour aider à contenir l'épidémie, puis pénètre dans le centre de congrès pour affronter Ryman et Tate. Tate emmène la femme de Ryman en otage avec une seringue du virus zombie, affirmant que ses actions faisaient partie d'un complot utilisant la peur des zombies pour remodeler l'Amérique dans une société plus fondée sur la foi. Alors le gouverneur s'injecte lui-même le virus, et Shaun lui tire dessus, empêchant la transformation en zombie.

## Contexte
L'inspiration pour écrire Feed provient de la combinaison des intérêts de McGuire dans les films d'horreur et la virologie . McGuire voulait un virus zombie qui changeait la société, tout en la faisant survivre, et qu'il passe plus de deux ans pour développer les concepts du virus et ses conséquences. Un autre aspect que McGuire voulait aborder était l'apparente manque de conscience que les personnages de fiction d'horreur avaient du canon de fiction d'horreur : dans son roman, des films comme Dawn of the Dead (1978) sont crédités pour aider la race humaine à survivre.
Malgré l'établissement des antécédents mentionnés ci-dessus, McGuire a lutté contre l'intrigue jusqu'à ce qu'un ami ait suggéré d'utiliser une campagne présidentielle comme un dispositif d'encadrement. Cela a permis à McGuire d'explorer un large éventail de problèmes et de démontrer le résultat de l'apocalypse des zombies sur la vie.

## Réception
Zack Handlen souligne le niveau de détail dans la construction du monde de McGuire, et il observe que même si la plupart des castes sont des personnages, ce n'est pas un obstacle majeur à l'appréciation du récit du livre.
En écrivant pour Strange Horizons, Jonathan McCalmont a félicité Feed en tant que « délice », mettant en évidence sa structure générale, son action et son dialogue bien écrits, et une construction mondiale détaillée. Cependant, McCalmont a eu du mal à considérer le livre comme un thriller politique et a choisi de l'interpréter comme une satire impitoyable du journalisme contemporain et des problèmes qui lui sont liés.
Le fait que Feed et ses personnages reconnaissent la fiction zombie précédente est loué par le webcartooniste de Schlock Mercenary Howard Tayler.